# Nick Shore
Nicholas Shore, född 26 september 1992, är en amerikansk professionell ishockeyspelare som spelar för Linköping HC i SHL. Han NHL-draftades 2011 av Los Angeles Kings i den tredje rundan som den 82:a spelaren totalt. Efter att ha skrivit ett avtal med Kings 2013 anslöt Shore till klubbens farmarlag Manchester Monarchs i AHL. 2015 vann han Calder Cup med klubben. Från 2015 till början av 2018 var Shore ordinarie i NHL med Kings. Han avslutade sin första NHL-sejour 2018 med spel i både Ottawa Senators och Calgary Flames. Säsongen 2018/19 lämnade han Nordamerika för spel med Metallurg Magnitogorsk i KHL. Han återvände till NHL den efterföljande säsongen och representerade både Toronto Maple Leafs och Winnipeg Jets.
Sedan säsongen 2020/21 har Shore spelat i Europa. Han inledde denna säsong med den slovakiska klubben i HK Dukla Trenčín i Tipos Extraliga, och avslutade den med EV Zug i NL, där han vann det schweiziska mästerskapet. Han återvände till KHL den följande säsongen och spelade för HK Sibir Novosibirsk. Efter att han inlett säsongen 2022/23 med HC Ambrì-Piotta i NL, anslöt Shore till HV71 i SHL i december 2022. Sedan april 2024 tillhör han Linköping HC.
2018 gjorde Shore debut i USA:s landslag och representerade USA vid OS i Pyeongchang. Som junior spelade han ett U18-VM, 2010 i Vitryssland, där USA vann guld.
Han är bror till den före detta NHL-spelaren Drew Shore.

## Karriär

### Klubblag

#### 2010–2018: Början av karriären och NHL
Som ungdom spelade Shore i Quebec International Pee-Wee Hockey Tournament 2005 med ett juniorlag från Littleton, Colorado. Inför säsongen 2010/11 anslöt Shore till Denver Pioneers för att spela universitetsishockey. Efter den första säsongen i Denver draftades Shore i den tredje rundan av NHL Entry Draft 2011 av Los Angeles Kings som 82:a spelare totalt. Under sin andra säsong med Pioneers gjorde han sin poängmässigt bästa grundserie i NCAA då han stod för 41 poäng på 43 matcher (13 mål, 28 assist). Säsongen 2012/13 blev Shores sista med Pioneers där han vann lagets interna poängliga då han stod för 34 poäng på 39 matcher, varav 14 mål.
Den 13 april 2013 meddelades det att Shore skrivit ett treårskontrakt med Kings. Han tillbringade säsongen 2013/14 med Kings farmarlag Manchester Monarchs i AHL. Han gjorde AHL-debut den 5 oktober samma år i en 2–3-förlust mot Springfield Falcons. Senare samma månad, den 26 oktober, noterades han för sitt första mål i AHL, på Juho Olkinoura, i en 3–5-seger mot St. John's Icecaps. Under sin första säsong stod Shore för 14 mål och 24 assist på 68 grundseriematcher. Trots att laget slutade tvåa i AHL:s grundserie, slogs man ut i åttondelsfinal i det efterföljande Calder Cup-slutspelet av Norfolk Admirals med 3–1 i matcher.
Shore inledde sitt andra år på avtalet med Monarchs. I mitten av november 2014 utsågs han till veckans spelare i AHL, han gjorde då under en period 13 poäng på sju matcher (varav sju mål). I januari 2015 blev Shore uppkallad till Kings i NHL. I samma veva hade han blivit uttagen att spela AHL:s All Star-match, men missade därför denna. Med Monarchs spelade han 38 grundseriematcher och stod för 42 poäng (varav 20 mål). Shore gjorde NHL-debut den 17 januari 2015 i en match mot Anaheim Ducks. Han gjorde sitt första NHL-mål senare samma år, den 26 mars, på Jaroslav Halák, i en 3–2-seger över New York Islanders. Återstoden av NHL:s grundserie var Shore ordinarie i Kings och spelade totalt 34 matcher, där han noterades för ett mål och sex assist. Kings misslyckades att ta sig till Stanley Cup-slutspelet, varför Shore återvände till Monarchs i Calder Cup-slutspelet. Laget vann hela AHL:s grundserie och tog sig därefter till finalspel efter att ha slagit ut Portland Pirates (3–2), Wilkes-Barre/Scranton Penguins (4–1) och Hartford Wolfpack (4–0). I finalserien besegrade Monarchs också Utica Comets med 4–1 i matcher. I slutspelet stod Shore för 18 poäng på 19 matcher (4 mål, 14 assist).

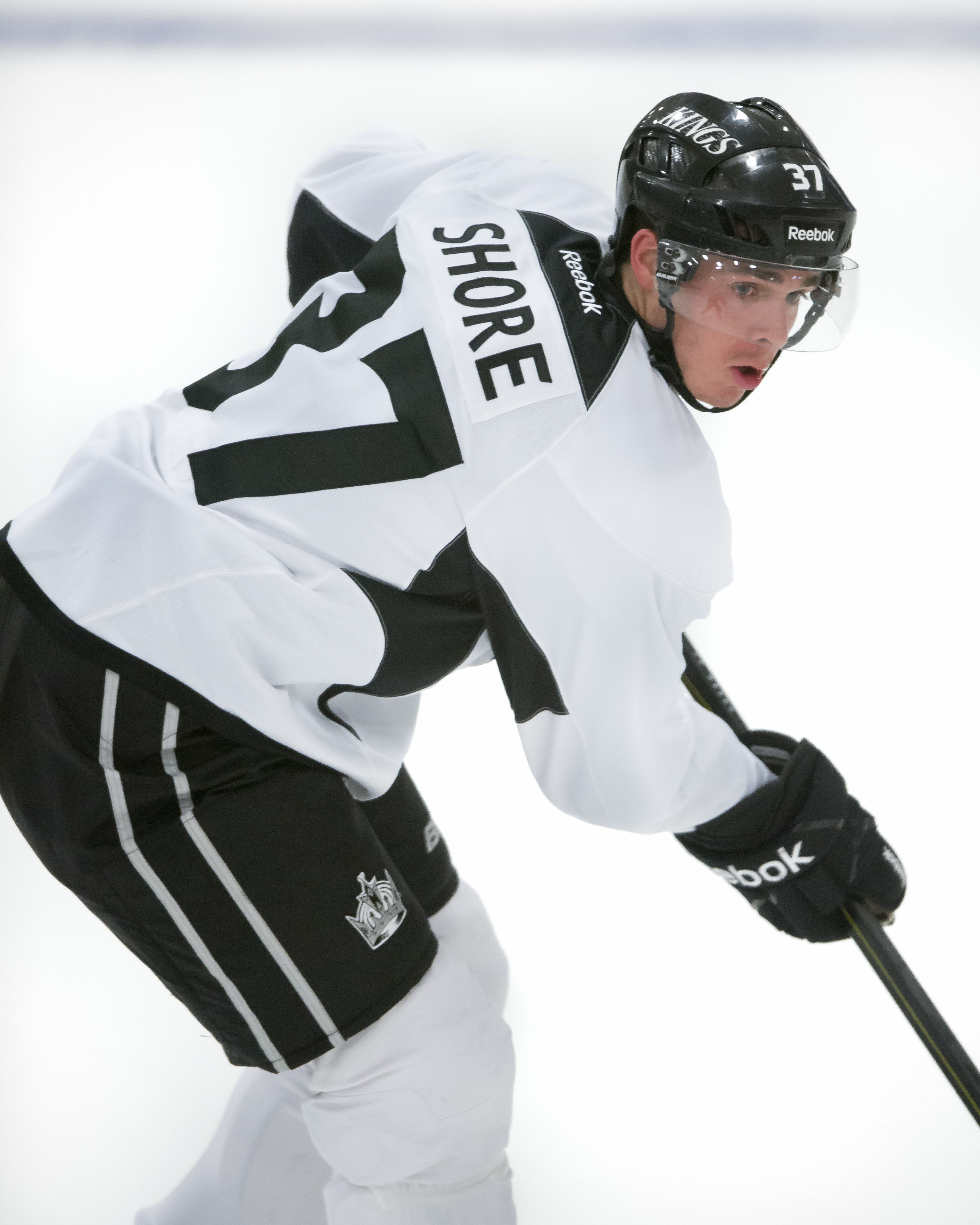
Shore under försäsongen med Kings 2013.

Den 16 juli 2015 förlängde Shore sitt avtal med Kings med ytterligare två år, ett kontrakt värt 1,2 miljoner dollar. Därefter spelade han sin första hela säsong med Kings, där han noterades för tio poäng på 68 matcher, varav tre mål. Kings slutade på femte plats i Western Conference och Shore gjorde därefter sin första match i Stanley Cup-slutspelet. Kings slogs ut omgående av San Jose Sharks (4–1) och Shore spelade en av dessa matcher. Säsongen 2016/17 var den då Shore spelade flest matcher i NHL:s grundserie. På 70 matcher stod han för 17 poäng (sex mål, elva assist). Den 4 april 2017 stod han för fyra poäng i en och samma match (ett mål och tre assist) i en 6–4-seger mot Edmonton Oilers.
Den 6 juli 2017 förlängde Shore sitt avtal med Kings med ytterligare en säsong, ett avtal värt $925 000 dollar. Detta kom att bli Shores sista säsong med Kings. Den 13 februari 2018 blev han bortbytt till Ottawa Senators tillsammans med Marián Gáborík mot Dion Phaneuf och Nate Thompson. Han spelade sex matcher för Senators och stod för en assistpoäng innan han den 26 februari 2018 byttes till Calgary Flames mot ett val i sjunde rundan av NHL Entry Draft 2019. I Flames stod Shore för tre poäng på nio matcher. Totalt sett gjorde han sin poängmässigt bästa grundserie i NHL då han på 63 matcher noterades för 19 poäng, varav fem mål.

#### Från 2018: Spel i Europa
Den 12 oktober 2018 bekräftades det att Shore skrivit ett ettårskontrakt med den ryska klubben Metallurg Magnitogorsk i KHL. Han gjorde sin KHL-debut samma månad, den 21 oktober, i en match mot Severstal Tjerepovets. I sin tredje match noterades han för sitt första mål i KHL, på Jakub Kovář, i en 5–3-förlust mot Avtomobilist Jekaterinburg. I grundserien stod Shore för 16 poäng på 37 matcher, varav tre mål. I det efterföljande Gagarin Cup slogs Magnitogorsk ut i den första rundan av Salavat Julajev Ufa med 4–2 i matcher. I slutspelet var Shore lagets poängmässigt bästa spelare med två mål och tre assist på dessa matcher.
Den 24 juli 2019 stod det klart att Shore återvänt till NHL som free agent då han skrivit ett ettårsavtal med ett värde på 750 000 dollar med Toronto Maple Leafs. Shore inledde säsongen med Maple Leafs och spelade 21 matcher i en fjärdekejda där han noterades för tre poäng, innan han placerades på waiverslistan i december 2019. Den 4 december meddelades det att Winnipeg Jets gjort anspråk på Shore. Han spelade återstoden av säsongen med Jets med en roll i lagets fjärdekedja och stod för ytterligare tre poäng på 42 grundseriematcher. Jets tog sig till Stanley Cup-slutspel och slogs ut i den första rundan av Calgary Flames med 3–1 i matcher.
Som free agent och med en försenad säsongsstart i Nordamerika, valde Shore, tillsammans med brodern Drew, att skriva på ett korttidsavtal med den slovakiska klubben HK Dukla Trenčín i Tipos Extraliga den 19 november 2020. På fem matcher med klubben stod Shore för tio poäng, varav fyra mål, innan han återvände till Nordamerika den 3 december 2020. Den 11 januari 2021 skrev Shore ett avtal med den schweiziska klubben EV Zug i NL för resten av säsongen 2020/21. Han gjorde NL-debut den 15 januari i en match mot HC Lugano. I sin andra match för klubben, två dagar senare, noterades han för sitt första mål i ligan, i en 2–0-seger mot HC Ambrì-Piotta. I början av februari stod Shore för sex assistpoäng i en och samma match, då SCL Tigers besegrades med 4–9. Zug vann grundserien där Shore på 22 matcher stod för 27 poäng. I det efterföljande slutspelet slog laget ut SC Bern (4–2) och Rapperswil-Jona Lakers (3–1). I finalserien vann man mot Genève-Servette HC med 3–0 och på 13 slutspelsmatcher stod Shore för ett mål och sju assist.
Shore fortsatte sin karriär utomlands och återvände till KHL inför säsongen 2021/22 då han skrivit ett avtal med den ryska klubben HK Sibir Novosibirsk. Han vann lagets interna poängliga under grundserien. Shore gjorde 26 poäng på 49 matcher innan han lämnade Novosibirsk den 1 mars 2022 på grund av den ryska invasionen av Ukraina.
Den 31 juli 2022 stod det klart att Shore återvänt till Schweiz då han skrivit ett ettårsavtal med HC Ambrì-Piotta. Efter att ha noterats för nio poäng på 18 matcher, varav två mål, bekräftades det den 13 december 2022 att Shore lämnat klubben för spel med HV71 i SHL för resten av säsongen. Den 28 december 2022 spelade han sin första SHL-match. I sin andra match, två dagar senare, gjorde han sitt första mål i SHL, på Emil Larmi, i en 1–2-förlust mot Växjö Lakers HC. HV71 misslyckades att ta sig till SM-slutspel och på 25 grundseriematcher noterades Shore för 18 poäng (fem mål, 13 assist). Under sommaren 2023 bekräftades det att Shore skrivit ett try out-avtal med Carolina Hurricanes i NHL. Han erbjöds dock inte något permanent avtal och återvände till HV71 för återstoden av säsongen, något som bekräftades av klubben den 18 oktober 2023. Shore slutade på andra plats i lagets interna poängliga med 31 poäng på 39 spelade matcher. HV71 slutade näst sist i grundserien och säkrade nytt SHL-kontrakt genom en 4–3-seger mot IK Oskarshamn i play out-serien.
Den 6 april 2024 bekräftades det att Shore skrivit ett tvåårsavtal med Linköping HC i SHL. Linköping misslyckades att ta sig till slutspel och Shore missade avslutningen av grundserien på grund av en skada. Totalt noterades han för 22 poäng på 43  grundseriematcher, varav åtta mål.

### Landslag
2010 blev Shore uttagen till USA:s trupp till U18-VM i Vitryssland. USA slutade på andra plats i grupp A och slog sedan ut Tjeckien med 6–0 i den första rundan av det följande slutspelet. Shore blev sedan tvåmålsskytt i semifinalen där Finland besegrades med 5–0. USA vann också finalen mot Sverige, med 3–1. Tillsammans med Adam Clendening och Rocco Grimaldi var Shore lagets poängmässigt spelare där han på sju matcher stod för tre mål och sju assistpoäng.
I januari 2018 stod det klart att Shore skulle komma att representera USA vid OS i Pyeongchang. Laget tvingades spela åttondelsfinal mot Slovakien sedan man bland annat förlorat mot Slovenien och OAR i gruppspelet. I åttondelsfinalen vann USA mot Slovakien med 5–1, men i den efterföljande kvartsfinalen föll man efter straffläggning mot Tjeckien, med 3–2. Shore noterades för en assistpoäng på tre spelade matcher.

## Statistik

### Klubblag
| 2013–14    | Manchester Monarchs    | AHL        | 68  | 14 | 24 | 38 | 36 | 4  | 0 | 1  | 1  | 0 |
| 2014–15    | Manchester Monarchs    | AHL        | 38  | 20 | 22 | 42 | 16 | 19 | 4 | 14 | 18 | 2 |
| 2014–15    | Los Angeles Kings      | NHL        | 34  | 1  | 6  | 7  | 10 | —  | — | —  | —  | — |
| 2015–16    | Los Angeles Kings      | NHL        | 68  | 3  | 7  | 10 | 32 | 1  | 0 | 0  | 0  | 0 |
| 2016–17    | Los Angeles Kings      | NHL        | 70  | 6  | 11 | 17 | 20 | —  | — | —  | —  | — |
| 2017–18    | Los Angeles Kings      | NHL        | 48  | 4  | 11 | 15 | 12 | —  | — | —  | —  | — |
| 2017–18    | Ottawa Senators        | NHL        | 6   | 0  | 1  | 1  | 0  | —  | — | —  | —  | — |
| 2017–18    | Calgary Flames         | NHL        | 9   | 1  | 2  | 3  | 4  | —  | — | —  | —  | — |
| 2018–19    | Metallurg Magnitogorsk | KHL        | 37  | 3  | 13 | 16 | 22 | 6  | 2 | 3  | 5  | 6 |
| 2019–20    | Toronto Maple Leafs    | NHL        | 21  | 2  | 1  | 3  | 12 | —  | — | —  | —  | — |
| 2019–20    | Winnipeg Jets          | NHL        | 42  | 1  | 2  | 3  | 8  | 4  | 0 | 0  | 0  | 2 |
| 2020–21    | HK Dukla Trenčín       | Extraliga  | 5   | 4  | 6  | 10 | 0  | —  | — | —  | —  | — |
| 2020–21    | EV Zug                 | NL         | 22  | 8  | 19 | 27 | 22 | 13 | 1 | 7  | 8  | 4 |
| 2021–22    | HK Sibir Novosibirsk   | KHL        | 49  | 10 | 16 | 26 | 26 | —  | — | —  | —  | — |
| 2022–23    | HC Ambrì-Piotta        | NL         | 18  | 2  | 5  | 7  | 4  | —  | — | —  | —  | — |
| 2022–23    | HV71                   | SHL        | 25  | 5  | 13 | 18 | 18 | —  | — | —  | —  | — |
| 2023–24    | HV71                   | SHL        | 39  | 13 | 18 | 31 | 8  | 7  | 1 | 2  | 3  | 4 |
| 2024–25    | Linköping HC           | SHL        | 43  | 8  | 14 | 22 | 22 | —  | — | —  | —  | — |
| NHL totalt | NHL totalt             | NHL totalt | 299 | 18 | 41 | 59 | 98 | 5  | 0 | 0  | 0  | 2 |
| SHL totalt | SHL totalt             | SHL totalt | 107 | 26 | 45 | 71 | 48 | 6  | 2 | 3  | 5  | 6 |
| KHL totalt | KHL totalt             | KHL totalt | 86  | 13 | 29 | 42 | 48 | 6  | 2 | 3  | 5  | 6 |

### Internationellt
| År            | Lag           | Turnering     | Matcher | Mål | Assists | Poäng | Utv. |
| ------------- | ------------- | ------------- | ------- | --- | ------- | ----- | ---- |
| 2010          | USA U18       | U18-VM        | 7       | 3   | 7       | 10    | 0    |
| 2018          | USA           | OS            | 3       | 0   | 1       | 1     | 0    |
| Junior totalt | Junior totalt | Junior totalt | 7       | 3   | 7       | 10    | 0    |
| Senior totalt | Senior totalt | Senior totalt | 3       | 0   | 1       | 1     | 0    |